# 全微分
微分積分学における多変数函数の全微分商、全微分係数あるいは単に全微分（ぜんびぶん、英: total derivative）は、外生的な変数の（任意に小さな）変分に対する函数の変分の割合（差分商）の極限である。このとき、外生的な変数による直接的な影響のみならず函数が持つ他の内生的変数を通じてもたらされる影響をも考慮する必要がある。これは（差分商の極限として定義される通常の実函数の微分を形式的に多変数化して得られる）より弱い概念である偏微分を用いるのでは有効な結果を得られないような解析学的主張に対して、より多くの結果を得られるということであり、またこの意味において、微分積分学の様々な概念がこの全微分をもとにして定義される。現代数学の多くの文献において、全微分（全微分可能）を単に微分（微分可能）のように言うことはよくある。というより偏微分との区別のための強調語の過ぎないのでこの姿勢の方が本来自然である。
多変数函数に対する全微分可能性は、多変数の微分積分学における基本性質の一つである。函数の与えられた点における全微分可能性は、函数が局所的に線型変換で近似されることを意味している。これに対し、（任意方向の）偏微分は、任意方向を持つ直線上における線形近似に過ぎず、全体としては線型近似になるとは限らない。函数 f の変数 t に関する全微分の計算において、t 以外の変数を定数と見なすことは必要でなく、実際他の変数が t に依存することが許される。全微分では f の t に対する依存関係として、このような変数間の陰伏的な従属関係も含めて考えるのである:198-203。その意味において函数の全微分商は、函数の偏微分商とは異なる。
例えば、函数 f(t,x,y) の t に関する全微分商は
{\displaystyle {\frac {\mathit {df}}{\mathit {dt}}}={\frac {\partial f}{\partial t}}{\frac {\mathit {dt}}{\mathit {dt}}}+{\frac {\partial f}{\partial x}}{\frac {\mathit {dx}}{\mathit {dt}}}+{\frac {\partial f}{\partial y}}{\frac {\mathit {dy}}{\mathit {dt}}}}
であり、これはまた
{\displaystyle {\frac {\mathit {df}}{\mathit {dt}}}={\frac {\partial f}{\partial t}}+{\frac {\partial f}{\partial x}}{\frac {\mathit {dx}}{\mathit {dt}}}+{\frac {\partial f}{\partial y}}{\frac {\mathit {dy}}{\mathit {dt}}}}
と簡約することができる。両辺に無限小変分 dt を掛ければ
{\displaystyle {\mathit {df}}={\frac {\partial f}{\partial t}}{\mathit {dt}}+{\frac {\partial f}{\partial x}}{\mathit {dx}}+{\frac {\partial f}{\partial y}}{\mathit {dy}}}
と書くこともできる。最後の式は、df を多変数函数 f の無限小変分と見ることも、線型主要部と見ることもできる。f は t に依存しているのだから、その変分には t に関する f の偏微分からの寄与がいくらかはあるはずであるが、ほかの変数 x, y に関する f の偏微分からの寄与も同様に来るはずである。無限小変分 dt に対する x および y の全微分を考えることにより、無限小変分 dx および dy が求まるから、これらを用いて df への寄与を知ることができる。
フレシェ微分は無限次元空間上で定義される全微分の一般化で局所線型近似としての全微分の性質を受け継ぐ。

## 導入
函数 f: R → R に対し、その点 p における微分係数とは、一般に
{\displaystyle f'(p)=\lim _{x\to p}{\frac {f(x)-f(p)}{x-p}}=\lim _{h\to 0}{\frac {f(p+h)-f(p)}{h}}\quad (h=x-p,\,x=p+h)}
なる極限として定義される。この形で定式化すると、h で割るということが多変数の F: Rn → Rm の場合にはできないから、もう少し違った形を探らねばならない。
微分係数 f'(p) は函数 y = f(x) のグラフ上の点 (p, f(p)) における接線の傾きであり、またその接線は
{\displaystyle y=f(p)+f'(p)(x-p)}
で表され、これは一次函数（アフィン線型函数）
{\displaystyle x\mapsto f(p)+f'(p)(x-p)}
のグラフでもある。この函数は
{\displaystyle f(x)=f(p)+f'(p)(x-p)+r(x-p)}
あるいは（h = x − p つまり x = p + h と置いて）
{\displaystyle f(p+h)=f(p)+f'(p)h+r(h)}
と書くとき、誤差項 r(h) が h → 0 の極限において h よりも早く 0 に収束する、すなわち
{\displaystyle \lim _{h\to 0}{\frac {|r(h)|}{|h|}}=0}
が成り立つという意味において函数 f を近似するものである。
この形であれば多変数の F: Rn → Rm の場合にも意味を持たせることができる。即ち、h は Rn のベクトル、F(p + h) − F(p) は Rm のベクトルであり、またF'(p) は Rn から Rm への線型写像である。一変数の実函数 f: R → R の点 p ∈ R における微分係数 f(p) はふつうは数と解釈されるが、それに対して多変数の場合にはこれら線型変換は微分行列 (Ableitungsmatrix), ヤコビ行列あるいは基本行列 (fundamental matrix) などと呼ばれる行列で表される（ここで一次元の場合を振り返れば、1×1-行列はその唯一の成分である数と同一視できるから、一変数の場合とも整合する）。

## 変数同士の陰伏的な関係と微分
函数 f は二つの変数 x, y の函数とする。通常はこれらは互いに独立であると仮定するところだが、これらが従属関係を持つ状況を考えなければならない場面も存在する。例えば y が x の函数で、f の定義域を R2 内の曲線に制限するとすれば、このとき x に関する f の偏微分は、f の変化率を正しくあたえるものとならない（x を動かせば y も変化してしまうから）。しかし全微分はそれらの依存関係も汲んで捉えることができる。
例えば f(x,y) = xy を考える。x に関する f の変化率は普通は x に関する偏微分商、今の場合 ∂f⁄∂x = y で得られるが、y が x に依存するならば、x を動かすとき y を固定することができないから、この偏微分商は x の変分に対する f の変化率を正しく与えない。
今制約条件として直線 y = x 上に話を限れば、f(x,y) = f(x,x) = x2 である。この場合、f の x に関する全微分商は
{\displaystyle {\frac {\mathit {df}}{\mathit {dx}}}=2x}
である。y に x の式を実際に代入する代わりに、同じ結果を連鎖律を用いて
{\displaystyle {\frac {\mathit {df}}{\mathit {dx}}}={\frac {\partial f}{\partial x}}+{\frac {\partial f}{\partial y}}{\frac {\mathit {dy}}{\mathit {dx}}}=y+x\cdot 1=x+y}
と得ることができる。これが偏微分商と一致しないこと:
{\displaystyle {\frac {\mathit {df}}{\mathit {dx}}}=2x\neq {\frac {\partial f}{\partial x}}=y=x}
に注意せよ。
陰伏的な従属関係を代入を実行して解消することはしばしば有効なことだが、連鎖律を用いる方がより汎用で効果的な手法である。時刻 t と時刻 t に依存する n 個の変数 pi の函数 M(t, p1, …, pn) を考えるとき、M の全微分商
{\displaystyle {{\mathit {dM}} \over {\mathit {dt}}}={\frac {d}{\mathit {dt}}}M(t,p_{1}(t),\ldots ,p_{n}(t))}
は、多変数函数の微分に関する連鎖律により
{\displaystyle {{\mathit {dM}} \over {\mathit {dt}}}={\frac {\partial M}{\partial t}}+\sum _{i=1}^{n}{\frac {\partial M}{\partial p_{i}}}{\frac {{\mathit {dp}}_{i}}{\mathit {dt}}}=\left({\frac {\partial }{\partial t}}+\sum _{i=1}^{n}{\frac {{\mathit {dp}}_{i}}{\mathit {dt}}}{\frac {\partial }{\partial p_{i}}}\right)M}
と書ける。例えば f(x(t), y(t)) の全微分商は
{\displaystyle {\frac {\mathit {df}}{\mathit {dt}}}={\partial f \over \partial x}{{\mathit {dx}} \over {\mathit {dt}}}+{\partial f \over \partial y}{{\mathit {dy}} \over {\mathit {dt}}}}
となる。ここに ∂f⁄∂t の項が現れないのは f が独立変数 t に直接依存していないことによる。

## 全微分可能性
Rn の開集合 U と U の点 p に対し、写像 F: U → Rm が p において全微分可能あるいは単に微分可能であるとは、線型写像 L: Rn → Rm が存在して、
{\displaystyle \lim _{h\to 0}{\frac {\|F(p+h)-F(p)-L(h)\|}{\|h\|}}=0}
を満たすことを言う。ここに、h は Rn のベクトル、各量を挟む二重縦棒 ‖ はそれぞれ Rn または Rm のベクトルのノルムである（Rn や Rm のノルムは任意のノルムが同値となるから、上記の定義はノルムの選び方に依らないことに注意）。
この線型写像 L は、存在するならば一意に定まる。これを F の p における全微分 (total derivative) または単に微分と呼び、DF(p), DFp, dFp, F'(p) などで表す。